# دوارتي لوبو
دوارتي لوبو (بالبرتغالية: Duarte Lobo‏) هو ملحن برتغالي، ولد في 1565 في مملكة البرتغال في البرتغال، وتوفي بنفس المكان في 24 سبتمبر 1646.

## وصلات خارجية
- دوارتي لوبو على موقع ميوزك برينز (الإنجليزية)
- دوارتي لوبو على موقع ديسكوغز (الإنجليزية)